# San José de la Puerta
San José de la Puerta är en ort i Mexiko.   Den ligger i kommunen Badiraguato och delstaten Sinaloa, i den västra delen av landet, 1 100 km nordväst om huvudstaden Mexico City. San José de la Puerta ligger 370 meter över havet och antalet invånare är 162.
Terrängen runt San José de la Puerta är huvudsakligen kuperad, men åt nordost är den platt. Runt San José de la Puerta är det mycket glesbefolkat, med 6 invånare per kvadratkilometer. Närmaste större samhälle är Badiraguato, 12,1 km sydost om San José de la Puerta. I omgivningarna runt San José de la Puerta växer huvudsakligen savannskog.